# Tử hình ở Somalia
Hình phạt tử hình là một hình phạt hình sự hợp pháp ở Somalia, một quốc gia ở Đông Phi. Việc thi hành án tử hình được pháp luật công nhận ở Somalia được thực hiện bằng cách xử bắn, theo Bộ luật Hình sự Somalia năm 1962 và Bộ luật Hình sự Quân sự. Kể từ ít nhất là đầu thế kỷ 21, tất cả các vụ tử hình bằng các phương pháp như chặt đầu và ném đá và xử bắn đã được áp dụng đột xuất, không có sự kết tội chính thức bởi các dân quân nổi dậy phi nhà nước, trong bối cảnh chính phủ không ổn định và cuộc nội chiến đang diễn ra. Một số vụ tử hình phi pháp này đã vi phạm các nguyên tắc pháp lý của Sharia. Cả các vụ xử tử được chính thức phê chuẩn và phi pháp bằng cách xử bắn thường xảy ra ở nơi công cộng.